# Жалинский, Денис Александрович
Дени́с Алекса́ндрович Жали́нский (род. 22 июня 1981, Житомир) — российский продюсер.

## Биография
Родился 22 июня 1981 года в городе Житомир. Окончил экономический факультет и аспирантуру РУДН, а также юридический факультет Московской академии экономики и права.
Генеральный продюсер и член совета директоров студии Yellow, Black and White.
Один из основателей и генеральный продюсер видеосервиса Start, запущенного в 2017 году.
Является генеральным продюсером сериалов: «Содержанки», «Контейнер», «Шторм», «Хороший человек», «Вампиры средней полосы», «257 причин, чтобы жить», «Кухня», «Отель Элеон», «Гранд», «ИП Пирогова», «Фитнес», «Последний из Магикян», «Ивановы-Ивановы», «Бывшие», «Лучше, чем люди», «Папины дочки»; скетч-шоу «Даёшь молодёжь!» и «Одна за всех», «Чёрная весна»; фильмов: «Холоп», «Кухня в Париже», «Кухня. Последняя битва», «Текст», «СуперБобровы», «Любит не любит», «Завод», «Отель Белград», трилогии «Последний богатырь», «Декабрь», «Вызов», «Отчаянные дольщики»,  «Дыхание», «Один день в Стамбуле» и других.

## Награды
Обладатель премий АПКиТ (сериалы «Шторм», «257 причин, чтобы жить»), ТЭФИ (сериал «ИП Пирогова»), НИКА (сериал «Шторм»), Золотой орёл (фильм «Текст»).